# Michał Zygmunt
Michał Zygmunt (ur. 23 lipca 1977 we Wrocławiu) – polski publicysta kulturalny i pisarz, a także aktywista polityczny.
Autor powieści New Romantic (2007) i Lata walk ulicznych (2010), za którą nominowano go do nagrody Superhiro 2010 miesięcznika Hiro i nagrodzono prestiżowym polsko-norweskim stypendium Dagny. Współautor antologii prozatorskich „Wolałbym nie” (2009) i „Mot Nord. Na północ” (2011) i zbiorów filmoznawczych „Kino polskie 1989-2009. Historia Krytyczna” (2010) i „Seriale. Przewodnik Krytyki Politycznej” (2011). Finalista (z Karolem Radziszewskim) Nagrody Filmowej PISF i MSN (2012). W roku 2013 stypendysta Polskiego Instytutu Sztuki Filmowej i Ministra Kultury i Dziedzictwa Narodowego. W roku 2014 laureat Wyszehradzkiej Rezydencji Literackiej. Współpracuje z Fundacją Fordewind Obywatelskości.
W 2002 założył komitet wyborczy "Gwiazdy we Włosach", z ramienia którego ubiegał się – w ramach happeningu – o wybór na urząd prezydenta Wrocławia. Zajął przedostatnie miejsce, otrzymując 713 głosów (0,44%)
Publikuje m.in. w gejowskim piśmie "DIK Fagazine", "Wprost" oraz portalu onet.pl.  Obecnie mieszka w Warszawie.

## Publikacje
- Michał Zygmunt: New Romantic. Kraków: Korporacja Ha!art, 2007. ISBN 978-83-89911-84-1. Brak numerów stron w książce
- Michał Zygmunt: Studia prawnicze w czasach kryzysu gospodarczego. W: Grzegorz Jankowicz (red.): Wolałbym nie : antologia. Kraków: Korporacja Ha!art, 2009. ISBN 978-83-61407-97-3.Sprawdź autora:1. Brak numerów stron w książce
- Michał Zygmunt: Ubu Król Piotra Szulkina, czyli kino reaguje na politykę. W: Agnieszka Wiśniewska, Piotr Marecki (red.): Kino polskie 1989-2009. Historia krytyczna. Warszawa: Wydawnictwo Krytyki Politycznej, 2010. ISBN 978-83-61006-15-2. Brak numerów stron w książce
- Michał Zygmunt, Karol Radziszewski (ilustracje): Lata walk ulicznych. Warszawa: Wydawnictwo Krytyki Politycznej, 2010. ISBN 978-83-61006-95-4. Brak numerów stron w książce
- Michał Zygmunt: The Office, czyli jak przetrwać w wielkiej korporacji. W: Jakub Bożek (red.): Seriale. Przewodnik Krytyki Politycznej. Warszawa: Wydawnictwo Krytyki Politycznej, 2011. ISBN 978-83-62467-05-1. Brak numerów stron w książce